# Fritz Bondroit
Fritz Bondroit (n. 26 martie 1912, Herford, Renania de Nord-Westfalia, Germania – d. 19 septembrie 1974, Burscheid, Republica Federală Germania) a fost un canoist ce a reprezentat Germania, medaliat olimpic. A participat la o ediție a Jocurilor Olimpice (1936) în care a câștigat o medalie de argint.

## Participări
Lista de mai jos prezintă principalele competiții la care a participat Fritz Bondroit de-a lungul carierei.
- Olympische Sommerspiele 1936/Kanu – Zweier-Kajak 1000 m (Männer)[*]